# Trenton Lee Stewart
Trenton Lee Stewart (1970) è uno scrittore statunitense.
Insegnante di scrittura creativa, si è laureato alla Iowa Writers' Workshop, un programma di scrittura creativa dell'Università di Iowa, Iowa City. È conosciuto soprattutto come autore della serie La misteriosa accademia per giovani geni (titolo originale inglese The Mysterious Benedict Society), che attualmente comprende tre libri.
Vive a Little Rock, capitale dell'Arkansas, con la moglie e i due figli.

## Opere
- Flood Summer (2005), non tradotto in italiano, è un romanzo per adulti;
- La misteriosa accademia per giovani geni (2007), il primo libro della trilogia (titolo originale The Mysterious Benedict Society);
- La misteriosa accademia per giovani geni - L'isola senza nome (2008), il secondo libro della trilogia (titolo originale The Mysterious Benedict Society and the Perilous Journey);
- La misteriosa accademia per giovani geni. L'ultima prigione (2009), l'ultimo libro della trilogia (titolo originale The Mysterious Benedict Society and the Prisoner's Dilemma).[2]

Il libro Flood Summer è stato pubblicato negli USA dalla Southern Methodist University Press. La serie della Misteriosa accademia per giovani geni è stata pubblicata negli Stati Uniti d'America dalla Little, Brown Books for Young Readers e in Italia dalla casa editrice Mondadori (traduzione di Loredana Baldinucci).